# 旭川大雪アリーナ
旭川大雪アリーナ（あさひかわたいせつアリーナ）は、北海道旭川市にある多目的アリーナ。道北アークスがネーミングライツ（命名権）を取得し、名称が道北アークス大雪アリーナ（どうほくアークスたいせつアリーナ）となっている。

## 概要
旭川市民の健康増進と体育の振興を図る目的で設置。各種スポーツ大会やイベントなどに使用されており、一般開放も行っている。冬期はアイスリンクとなってイベントに使用されているほか、スケートリンクとして開放している。エスポラーダ北海道のホーム会場の1つになっているほか、ヴォレアス北海道も旭川市総合体育館（リクルートスタッフィング リック&スー旭川体育館）との併用の形でホームゲームを開催している。かつては音楽イベント『旭川ライブジャム』を開催したこともある。
周辺には道北地域旭川地場産業振興センター（道の駅あさひかわ）、旭川市大雪クリスタルホール、神楽市民交流センターがある。

## 施設
- 多目的アリーナ
  - 面積：3,024 m²（42 m×72 m）
  - 収容人数：9,133人（固定式椅子席2,985人、移動式椅子席1,092人、仮設椅子4,034人、立ち見席1,022人）
  - 夏期：バスケットボール2面、バレーボール3面、テニス3面、バドミントン9面、卓球20台
  - 冬期：スケート、アイスホッケー、フィギュアスケート、カーリング
- 多目的ルーム（研修室）
- 控室1、控室2、控室3、控室4、控室5
- 第1会議室、第2会議室、第3会議室
- 売店
- 食堂

## 大会実績
- 『NHK杯国際フィギュアスケート競技大会』（1990年、2000年、2003年）
- 『アジアリーグアイスホッケー』（2011年、2015年、2022年）[7][8]
- 全国菓子大博覧会（2025）
- 『フットサル日本代表 国際親善試合』（2012年）[9]

## アクセス
- 北海道旅客鉄道（JR北海道）旭川駅から車で約5分・徒歩約10分
- 旭川電気軌道・道北バス「大雪クリスタルホール前」「神楽4条7丁目（大雪アリーナ前）」バス停下車
- 道央自動車道旭川鷹栖ICから車で約25分
- 旭川空港から車で約40分

## 参考資料
- “旭川市旭川大雪アリーナ条例”. 旭川市例規類集.  旭川市. 2016年7月1日閲覧。
- “旭川市旭川大雪アリーナ条例施行規則”. 旭川市例規類集.   旭川市. 2016年7月1日閲覧。